# جف استرانگ
جف استرانگ (انگلیسی: Geoff Strong؛ ۱۹ سپتامبر ۱۹۳۷ – ۱۷ ژوئن ۲۰۱۳) یک بازیکن فوتبال بود. 